# Fucking Fernand
Pour plus de détails, voir Fiche technique et Distribution.
Fucking Fernand est un film franco-allemand de Gérard Mordillat, sorti en 1987.

## Synopsis
Les aventures d'un assassin et d'un aveugle durant la Seconde Guerre Mondiale.
En France, pendant l'Occupation. Fernand Le Bâtard, héritier des Lunettes Le Bâtard, deuxième fortune de France, est aveugle depuis l'âge de huit ans et vit au milieu des bonnes sœurs de l'Institut du Bon Pasteur. Il n'a qu'une idée en tête : trouver une femme pour enfin connaître les voluptés de l'amour. Un ancien boucher, criminel en cavale, André Binet, va lui permettre d'exaucer ce vœu en l'emmenant chez Lotte, tenancière de maison close.

## Fiche technique
Source IMDb
- Titre : Fucking Fernand
- Réalisation : Gérard Mordillat
- Scénario : Jean Aurenche, Gérard Mordillat et Véra Belmont, d'après le roman de Walter Lewino
- Musique : Jean-Claude Petit
- Directeur de la photographie : Jean Monsigny
- Décors : Jacques Bufnoir
- Son : Alain Sempé
- Genre : Comédie
- Pays :  France;  Allemagne de l'Ouest
- Format : couleurs - 35 mm - 1,66:1 - son Dolby - procédé cinématographique : sphérique
- Durée : 89 minutes
- Métrage : 2215 mètres
- Dates de sortie : 21 octobre 1987 en France

## Distribution
Source IMDb
- Thierry Lhermitte : Fernand
- Jean Yanne : André Binet
- Martin Lamotte : La Fouine
- Marie Laforêt : Lotte
- Charlotte Valandrey : Lily
- Renée Cariven : la mère supérieure
- Zabou : une prostituée
- Éléonore Hirt : Mme Vincent
- Jacques Pater : Carnier
- Pascale Roberts : Marie-Thérèse
- Catherine Thérouenne

## Box-office
- France : 214 746 entrées[2], dont 50 213 entrées à Paris[3]

## Distinctions
- 1988 : Nomination au César de la meilleure actrice dans un second rôle pour Marie Laforêt